# Temporada 1987-88 de los Golden State Warriors
La temporada 1987-88 fue la cuadragésimo segunda de los Warriors en la NBA, la vigésimo sexta en el Área de la Bahía de San Francisco, a donde llegaron procedentes de Filadelfia, y la decimoséptima en la ciudad de Oakland con la denominación de Golden State Warriors. La temporada regular acabó con 20 victorias y 62 derrotas, acabando en la undécima posición de la Conferencia Oeste, no logrando clasificarse para los playoffs.

## Elecciones en elDraft
| Ronda | Puesto | Jugador              | Posición  | Nacionalidad   | Universidad      |
| ----- | ------ | -------------------- | --------- | -------------- | ---------------- |
| 1     | 14     | Tellis Frank         | Ala-Pívot | Estados Unidos | Western Kentucky |
| 3     | 58     | Darryl Johnson       | Base      | Estados Unidos | Michigan State   |
| 6     | 127    | Sarunas Marciulionis | Escolta   | Lituania       |                  |

## Temporada regular
| División Pacífico        | División Pacífico | División Pacífico | División Pacífico | División Pacífico | División Pacífico | División Pacífico | División Pacífico | División Pacífico |
| Equipo                   | G                 | P                 | %                 | PD                | Casa              | Fuera             | Div               |                   |
| ------------------------ | ----------------- | ----------------- | ----------------- | ----------------- | ----------------- | ----------------- | ----------------- | ----------------- |
| y-Los Angeles Lakers     | 62                | 20                | .756              | –                 | 36–5              | 26–15             | 23–7              |                   |
| x-Portland Trail Blazers | 53                | 29                | .646              | 9                 | 33–8              | 20–21             | 23–7              |                   |
| x-Seattle SuperSonics    | 44                | 38                | .537              | 18                | 32–9              | 12–29             | 19–11             |                   |
| Phoenix Suns             | 28                | 54                | .341              | 34                | 22–19             | 6–35              | 11–19             |                   |
| Golden State Warriors    | 20                | 62                | .244              | 42                | 16–25             | 4–37              | 7–23              |                   |
| Los Angeles Clippers     | 17                | 65                | .207              | 45                | 14–27             | 3–38              | 7–23              |                   |

## Estadísticas
| Rk | Jugador           | Edad | P  | PT | MP   | TC  | TCI  | %TC  | T3  | T3I | %T3  | TL  | TLI | %TL   | RO  | RD  | RT   | AS  | RB  | TAP | BP  | FP  | PTS  |
| -- | ----------------- | ---- | -- | -- | ---- | --- | ---- | ---- | --- | --- | ---- | --- | --- | ----- | --- | --- | ---- | --- | --- | --- | --- | --- | ---- |
| 1  | Sleepy Floyd      | 27   | 18 | 18 | 37.8 | 7.3 | 16.7 | .439 | 0.1 | 1.1 | .050 | 6.4 | 7.7 | .835  | 1.4 | 3.6 | 5.1  | 9.9 | 1.5 | 0.1 | 3.7 | 2.6 | 21.2 |
| 2  | Chris Mullin      | 24   | 60 | 55 | 33.9 | 7.8 | 15.4 | .508 | 0.6 | 1.6 | .351 | 4.0 | 4.5 | .885  | 1.0 | 2.5 | 3.4  | 4.8 | 1.9 | 0.5 | 2.6 | 2.3 | 20.2 |
| 3  | Ralph Sampson     | 27   | 29 | 25 | 33.0 | 6.2 | 14.2 | .438 | 0.0 | 0.2 | .000 | 3.0 | 3.8 | .775  | 2.8 | 7.2 | 10.0 | 2.9 | 0.8 | 1.9 | 3.8 | 3.5 | 15.4 |
| 4  | Rod Higgins       | 28   | 68 | 67 | 32.2 | 5.6 | 10.7 | .526 | 0.3 | 0.6 | .487 | 4.0 | 4.7 | .848  | 1.4 | 2.9 | 4.3  | 2.8 | 1.0 | 0.5 | 1.6 | 2.8 | 15.5 |
| 5  | Winston Garland   | 23   | 67 | 62 | 31.7 | 5.1 | 11.6 | .439 | 0.2 | 0.6 | .333 | 2.1 | 2.3 | .879  | 1.0 | 2.4 | 3.4  | 6.4 | 1.7 | 0.1 | 2.5 | 2.8 | 12.4 |
| 6  | Joe Barry Carroll | 29   | 14 | 14 | 29.1 | 5.6 | 14.9 | .378 | 0.0 | 0.1 | .000 | 4.2 | 5.3 | .797  | 1.5 | 5.1 | 6.6  | 1.4 | 0.9 | 1.8 | 3.1 | 3.3 | 15.5 |
| 7  | Ben McDonald      | 25   | 81 | 41 | 25.2 | 3.2 | 6.8  | .467 | 0.1 | 0.4 | .257 | 1.1 | 1.4 | .784  | 1.6 | 2.5 | 4.1  | 1.7 | 0.5 | 0.1 | 1.1 | 3.0 | 7.6  |
| 8  | Larry Smith       | 30   | 20 | 10 | 25.0 | 2.9 | 6.2  | .472 | 0.0 | 0.1 | .000 | 0.6 | 1.4 | .407  | 4.0 | 5.2 | 9.1  | 1.3 | 0.6 | 0.6 | 1.8 | 3.2 | 6.4  |
| 9  | Otis Smith        | 24   | 57 | 12 | 23.8 | 5.1 | 10.0 | .506 | 0.2 | 0.7 | .317 | 2.8 | 3.5 | .781  | 1.9 | 1.9 | 3.8  | 2.5 | 1.5 | 0.6 | 1.7 | 2.4 | 13.1 |
| 10 | Tellis Frank      | 22   | 78 | 29 | 20.5 | 3.1 | 7.2  | .428 | 0.0 | 0.0 | .000 | 1.9 | 2.7 | .725  | 1.2 | 3.0 | 4.2  | 1.4 | 0.7 | 0.3 | 1.4 | 3.4 | 8.1  |
| 11 | Terry Teagle      | 27   | 47 | 4  | 20.4 | 5.3 | 11.6 | .454 | 0.0 | 0.2 | .111 | 2.1 | 2.6 | .802  | 0.9 | 0.9 | 1.7  | 1.3 | 0.7 | 0.1 | 1.7 | 2.0 | 12.6 |
| 12 | Steve Harris      | 24   | 44 | 16 | 20.1 | 4.3 | 9.1  | .471 | 0.0 | 0.1 | .000 | 1.7 | 2.2 | .763  | 0.9 | 1.5 | 2.4  | 1.6 | 1.0 | 0.1 | 1.1 | 1.7 | 10.3 |
| 13 | Dirk Minniefield  | 27   | 11 | 0  | 18.4 | 2.3 | 4.4  | .521 | 0.1 | 0.5 | .200 | 1.3 | 2.1 | .609  | 0.7 | 1.2 | 1.9  | 3.5 | 1.4 | 0.0 | 1.5 | 2.4 | 5.9  |
| 14 | Jerome Whitehead  | 31   | 72 | 27 | 17.0 | 2.4 | 5.0  | .483 | 0.0 | 0.0 |      | 0.8 | 1.1 | .720  | 1.5 | 2.9 | 4.5  | 0.5 | 0.4 | 0.3 | 0.7 | 2.9 | 5.7  |
| 15 | Dave Hoppen       | 23   | 36 | 8  | 16.9 | 2.2 | 4.8  | .465 | 0.0 | 0.0 | .000 | 1.4 | 1.6 | .864  | 1.5 | 3.1 | 4.6  | 0.8 | 0.4 | 0.2 | 1.0 | 2.3 | 5.9  |
| 16 | Dave Feitl        | 25   | 70 | 19 | 16.1 | 2.6 | 5.8  | .450 | 0.0 | 0.1 | .000 | 1.3 | 1.9 | .701  | 1.2 | 3.6 | 4.8  | 0.8 | 0.2 | 0.1 | 1.2 | 2.1 | 6.5  |
| 17 | Kevin Henderson   | 23   | 12 | 2  | 14.2 | 1.6 | 4.0  | .396 | 0.0 | 0.1 | .000 | 0.8 | 1.2 | .714  | 0.5 | 0.9 | 1.4  | 1.8 | 0.7 | 0.0 | 1.3 | 2.0 | 4.0  |
| 18 | Tony White        | 22   | 35 | 0  | 13.2 | 2.7 | 5.8  | .463 | 0.0 | 0.1 | .000 | 0.9 | 1.2 | .732  | 0.3 | 0.5 | 0.8  | 1.4 | 0.5 | 0.1 | 1.0 | 1.2 | 6.2  |
| 19 | Mark Wade         | 22   | 11 | 0  | 11.2 | 0.3 | 1.8  | .150 | 0.0 | 0.2 | .000 | 0.2 | 0.4 | .500  | 0.3 | 1.1 | 1.4  | 3.1 | 0.6 | 0.1 | 1.2 | 1.2 | 0.7  |
| 20 | Chris Washburn    | 22   | 8  | 0  | 10.8 | 1.8 | 4.0  | .438 | 0.0 | 0.0 |      | 0.6 | 1.0 | .625  | 1.1 | 1.4 | 2.5  | 0.4 | 0.1 | 0.0 | 0.9 | 1.3 | 4.1  |
| 21 | Kermit Washington | 36   | 6  | 1  | 9.3  | 1.2 | 2.3  | .500 | 0.0 | 0.0 |      | 0.3 | 0.3 | 1.000 | 1.5 | 1.7 | 3.2  | 0.0 | 0.7 | 0.7 | 0.7 | 2.2 | 2.7  |